# مادام دو لا فایت
ماری-مادلن پیوش دو لا ورین کنتس دو لا فایت (Marie-Madeleine Pioche de La Vergne, comtesse de La Fayette)، معروف به مادم دو لا فایت (زاده ۱۸ مارس ۱۶۳۴ – درگذشته ۲۵ می ۱۶۹۳) نویسنده‌ی قرن هفدهم میلادی، و اهل فرانسه بود. او در زادگاه خود، پاریس، درگذشت.

## خانواده
پدر وی، مارک پیوش، بورژوای شهر ورنیه که همواره درصدد رهایی از بورژوازی بوده و خودش را از خاندان (ورنیه) می‌نامیده و سوارکار پادشاه، معلم خصوصی برادرزاده ریچلیو، فیزیکدان دربار و همسرش و غیره بوده‌است؛ که در پانزده سالگی مادام لافایت ۱۶۴۹ درگذشته است.
مادرش نیز، ایزابلا پنا، دختر پزشک پادشاه بوده و خودش در خدمت دوشس رز مادلین دگوییون خواهرزادهٔ ریشلیو بوده‌است.
ماری، دو خواهر کوچکتر به نام‌های الِعونوره و ایزابل داشت. سه سال بعد از تولدش، به شهر پانتواز مهاجرت کردند؛ اما در شش‌سالگی او به پاریس برگشتند و در اقامتگاهی که پدرش خریده بود، ساکن شدند.

## وقایع نوجوانی و جوانی
۱۶۴۹ مرگ پدر و یک سال بعد ازدواج مادرش با شوالیه رونود سوینیه که منجر به دوستی عمیق او با خواهرزادهٔ ناپدریش مارکیس سوینیه شد.
در ۱۶۵۱ درحالی‌که ۱۸ سال داشت، به سالن ادبی مادمازل دو اسکودری و هتل دو رامبوییه پیوست که به او کمک کرد تا ندیمهٔ ملکه آن اتریشی شود که مادر لویی چهاردهم یا پادشاه خورشید بود و در جریان تمامی اتفاق‌هایی که در دربار می‌افتاد، قرار می‌گرفت.
در همان زمان شروع به تحصیل ادبی کرد و ایتالیایی و لاتین را به کمک متخصص گرامر (منج) یادگرفت. ۱۶۵۵

## ازدواج
در ۲۱ سالگی با فرانسوا موتیه دلافایت نجیب‌زاده اما نه ثروتمند که اهل اوکنت لافایت که بیوه بود و ۱۷ سال بزرگ‌تر از او بود ازدواج کرد. ازدواجی که از سر عشق نبود؛ بلکه مادرش آن را ترتیب داده بود.
ماری، توسط شوهرش لافایت نامیده شد و بعد از ازدواج، به شهر همسرش، اوورنیه و بوربن نقل مکان کرد؛ او به‌طور مکرّر به مراسم ادبی می‌رفت و با افراد مختلفی آشنا شد.
طی سفرهاش سالن موفقی (باروک) تشکیل داد. به کمک آشنایان به سالن‌های ادبی می‌رفت و شوهرش در اورنیه می‌ماند.
۱۶۵۸
سه سال بعد از ازدواجش، اولین پسرش را به دنیا آورد؛ در همان زمان بود که مادرش درگذشت.
چند سال پس از ازدواج، با مشکل روبه‌رو شد؛ زیرا پس از تولد فرزندانش، شوهرش ناپدید شد و دیگر خبری از او نشد.
مستنداتی مبنی بر زنده بودن و زندگی همسرش در جایی دیگر، چند سال پس از این واقعه، وجود دارد.

## فرزندان
حاصل ازدواج او و فرانسوا، دو پسر به نام‌های لویی و ارماند رنو بود.

## زندگی شغلی
بعد از به دنیا آوردن دومین پسرش بود که به‌طور مرتب در سالن‌های ادبی شرکت می‌کرد و با افرادی مثل هانریت انگلیس و سرجی آرنولد بزرگ، آشنا شد.
هانریت، با فیلیپ ارلان ازدواج کرد که باعث شد او نیز بار دگر در دربار رفت‌وآمد داشته باشد و شروع به نوشتن داستان‌های دربار کرد.

## آثار مهم

### شاهزاده خانم مونت پانسیه ۱۶۶۲
اولین کتاب اوست. قبل از نگارش این کتاب با فرانسوا دو لا روشفوکو یکی از فیلسوفان بزرگ روابط در ارتباط بوده و دوستی بسیار نزدیکی داشته‌اند و توسط او با نویسندگان بزرگی چون رسین و بوالو در ارتباط بوده‌است. او دراین‌باره می‌نویسد: «آقای روشفوکو به من روح بخشید من قلب او را حالت دادم.»
این کتاب با نام و امضای سرجی چاپ شد.

#### زاید ۱۶۶۹
داستان اسپانیایی که به ریشه‌های مربوط به عرب اسپانیولی می‌پردازد. اولین جلد آن در سال ۱۶۶۹ نوشته شد و به دست «سرجی» ویرایش شد. دومین جلد در سال ۱۶۷۱ به لطف «اوعت» ترجمه شد و دوباره به چاپ رسید.

##### شاهزاده خانم کلو ۱۶۷۸
که اولین رمان مدرن فرانسوی بود و با موفقیت بسیاری همراه بود و به‌عنوان اولین رمان آنالیز روان‌شناختی شناخته شده و منبع رمان‌های دیگر بوده‌است. با این کتاب بود که او به دنیای ادبیات شناسانده شد؛ چون در این رمان هم‌زیست‌پنداری صورت گرفته و قبل از این رمان همهٔ رمان‌های دوره کلاسیک غیرواقعی بوده و مربوط به زندگی واقعی نبوده‌است. همچنین این رمان از اولین رمانهایی است که قانون سه وحدت، یعنی وحدت آکسیون، وحدت زمان و وحدت مکان را کاملاً رعایت کرده‌است.

## ۱۷۲۰ زندگینامه هانریت انگلیس (شاهزاده)
گفته شد که او با انریت روابط صمیمی داشته‌است، پس از مدتی هانریت با دوش اورلان ازدواج کرده و از آن به بعد، مثل گذشته دوباره او به یکی از ارکان دربار تبدیل شده و در جریان تمامی اتفاق‌های دربار قرار می‌گیرد و هانریت از او درخواست می‌کند که زندگی‌نامهٔ او را نگارش کند.

## نقدی بر شخصیت و آثار
بوالو: «مادام لافایت زنی است که بهترین‌ها را می‌نویسد و بیشترین احساس را داراست.»
ولتر: «شاهزاده خانم کلوو زاید اولین رمان‌هایی هستند که با خواندن آن‌ها گویی با اخلاق شریف‌ترین انسان‌ها زندگی شده و رویدادهای طبیعی با لطف توصیف شده‌اند. پیش از او با استیلی ملتهب و بدون هیچ گونه واقع‌نمایی نوشته می‌شده‌است.»
کامو: «سادگی حقیقی او در تصور عشق است، برای مادام لافایت عشق به مثابهٔ مروارید است. انگارهٔ اوست و چیزی که از کتاب‌هایش دریافت می‌شود، اساس نوعی بی‌اعتمادی به عشق است.»